# Anchon nodosus
Anchon nodosus är en insektsart som beskrevs av Goding 1930. Anchon nodosus ingår i släktet Anchon och familjen hornstritar. Inga underarter finns listade i Catalogue of Life.